# Zona condutora
A zona condutora ou zona de condução, em fisiologia e no estudo do sistema respiratório, é uma das três zonas funcionais do pulmão responsável por transportar e distribuir ar e sangue às unidades periféricas.

## Estrutura
A zona condutora é composta pelo nariz, a nasofaringe, a laringe, a traqueia, os brônquios, os bronquíolos e os bronquíolos terminais.

## Mecanismo
Ao ser inspirado, o gás é aquecido a 37o, umidificado até 100% de umidade relativa e passa por uma limpeza que elimina a maioria do material particulado encontrado no ar; sua composição molecular se modifica apenas pela adição de vapor d'água, isso acontece porque as vias aéreas da zona de condução são muitos espessas para que a difusão molecular de O2 e CO2 seja significativa entre o ar inspirado e o sangue arterial pulmonar que segue pelos capilares alveolares. A zona condutora, não contêm alvéolos e, assim sendo, são anatomicamente incapazes de realizar a troca gasosa com o sangue venoso.